# Selkenfelder Schanze

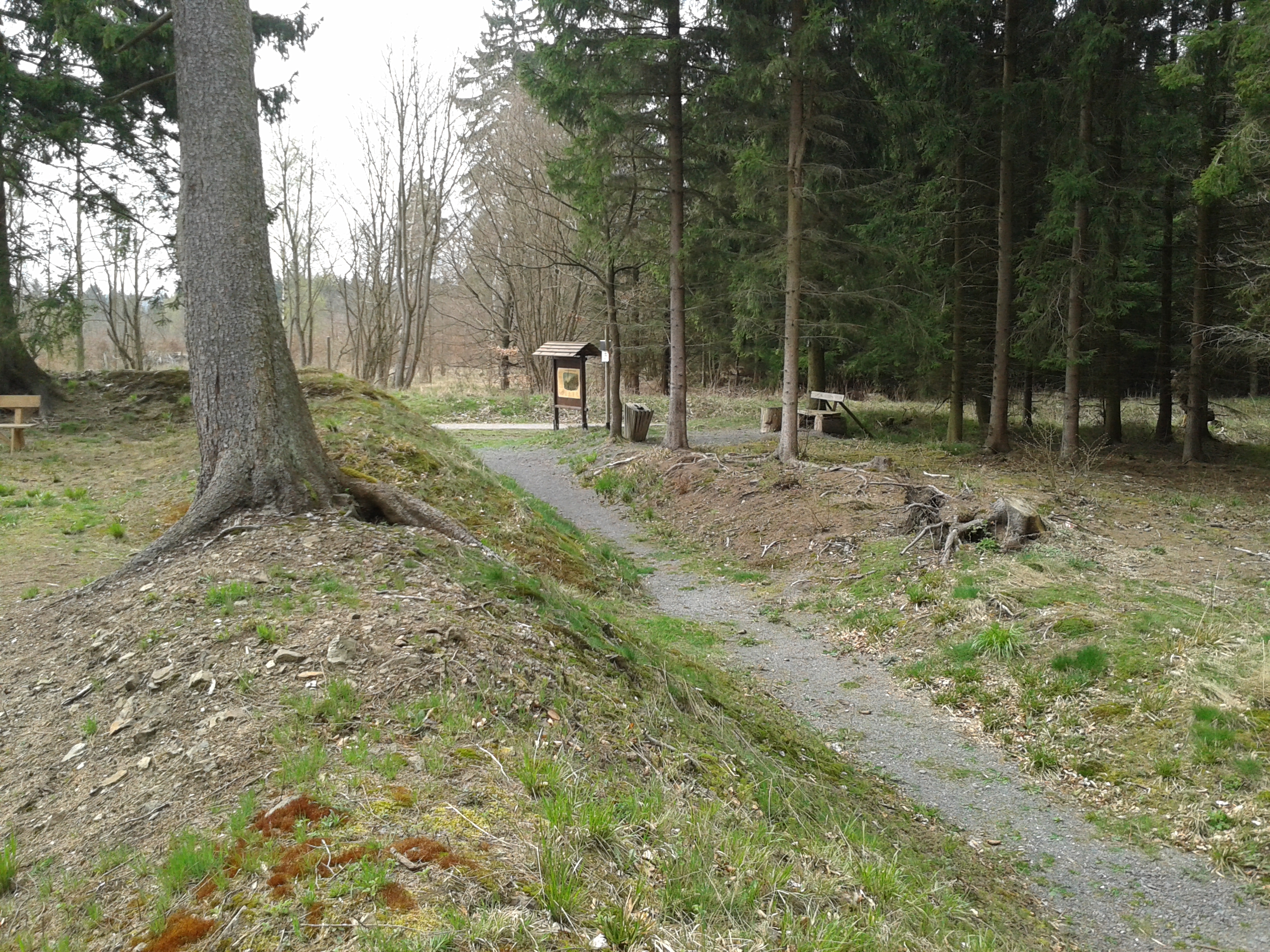
Wall der Selkenfelder Schanze bei Stiege

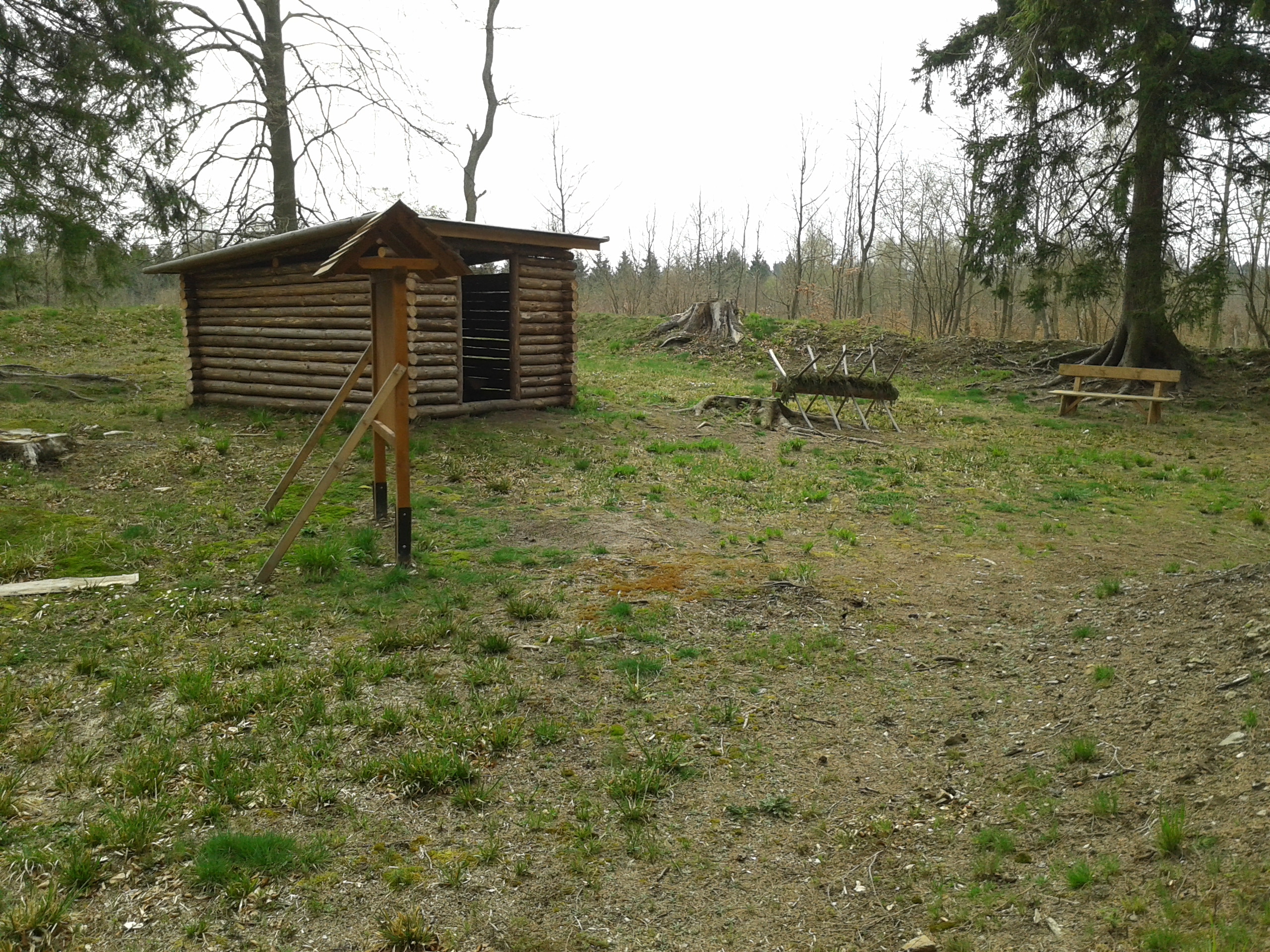
Freilichtausstellung auf der Selkenfelder Schanze

Die Selkenfelder Schanze, auch Selkenfelder Kanonenplatz oder Schanze Selkenfelde, ist eine im Siebenjährigen Krieg erbaute Schanzenanlage an der Hohen Straße bei Stiege im Harz.

## Geografische Lage
Die Schanze liegt circa 3 km westlich von Güntersberge und 3,5 km östlich von Stiege an der Hohen Straße, die Güntersberge mit der heutigen B242 verbindet. Ungefähr 500 m südwestlich liegt die Wüstung Selkenfelde, die der Schanze ihren Namen gab.

## Geschichte und Bauweise
Im Laufe des Siebenjährigen Krieges versuchten die Franzosen, von Westen her nach Preußen einzudringen. Es gab zahlreiche Versuche, den Harz zu überqueren, um nach Halberstadt und weiter nach Magdeburg zu gelangen. Da es im 18. Jahrhundert nur wenige ausgebaute und für Gespanne passierbare Straßen gab, kam den wenigen Wegeverbindungen eine wichtige strategische Rolle zu.
Um 1760 ließ Preußen ein ausgedehntes Befestigungssystem zur Sicherung der Harzlängsstraße errichten. Ein Teil davon ist die Schanze, die damals Redoute genannt wurde. Die Redoute war im 18. Jahrhundert eine geschlossene Feldbefestigung, die nach allen Seiten von gleich starken Brustwehren umgeben war und in den Eckpunkten Geschütze aufnehmen konnte.
Die Redoute wurde 1760, vermutlich von ortsansässigen, zwangsrekrutierten Bauern unter Nutzung einer älteren Anlage aus dem 17. Jahrhundert errichtet und war mit hannoverschen Truppen besetzt. Die Selkenfelder Schanze war für die Aufnahme von zwei bis vier Geschützen bestimmt und mit einer einziehbaren Holzbrücke versehen. Die Redoute konnte die von Stiege kommende Heerstraße (heutige Bundesstraße 242) unter Feuer nehmen, dafür wurde der Bereich zwischen Schanze und Heerstraße gerodet. Der in der Nähe gelegene Franzosenbrunnen diente als Wasserstelle.

## Heutige Situation
Auf der Schanze befindet sich eine kleine Freilichtausstellung, die von Mitarbeitern der KoBa Harz errichtet wurde, bestehend aus einer Infotafel, einem Blockhaus und einigen Befestigungsanlagen, die die damalige Situation veranschaulichen. Man erreicht die Schanze nach nur wenigen Gehminuten von der B 242 aus.